# Тарделли, Марко
Ма́рко Тарде́лли (итал. Marco Tardelli; род. 24 сентября 1954, Кареджне, Тоскана) — итальянский футболист, впоследствии тренер. 
Чемпион мира 1982 года. 
Чемпион Италии. 
Один из восьми футболистов, выигравших Лигу чемпионов, Кубок УЕФА и Кубок обладателей кубков.

## Карьера

### Клубная
В 1972 году Тарделли дебютировал в клубе итальянской серии C, «Пизе», а в 1975 году, отыграв ещё сезон в «Комо», перешёл в «Ювентус».
За 10 лет в составе «старой синьоры» опорный полузащитник выиграл массу трофеев, включая 5 чемпионских титулов, 3 Кубка Италии и все 3 европейских кубка — Кубок УЕФА (Тарделли забил единственный гол в финальном матче против «Атлетика» из Бильбао в мае 1977 года и тем самым принёс первый европейский трофей в истории клуба), Кубок Кубков и Кубок чемпионов.
В 1985 году Тарделли перешёл в миланский «Интернационале», а 3 года спустя, отыграв ещё один сезон в швейцарском «Санкт-Галлене», закончил карьеру игрока.
В 2022 был внесён кандидатом в списки голосования за президента Итальянской республики.

### Международная
В мае 1976 года Марко дебютировал в составе сборной Италии. 
Как и у его партнёра по «Ювентусу» Паоло Росси, звёздный час для Тарделли наступил в 1982 году, на чемпионате мира. Он забил два гола, один из которых пришёлся на финальный матч против сборной ФРГ.

### Тренерская
По окончании футбольной карьеры Марко Тарделли стал тренером. Он работал с различными итальянскими клубами, в том числе с «Интером», а также с молодёжными сборными Италии и сборной Египта.
В 2008 году Тарделли стал ассистентом Джованни Трапаттони на посту тренера сборной Ирландии.